# نيل ماكورميك
نيل ماكورميك (بالإنجليزية: Neil McCormick)‏ هو صحفي بريطاني، ولد في 31 مارس 1961 في إنجلترا في المملكة المتحدة.